# Йосідзіро Умедзу
Йосідзіро Умедзу (яп. 梅津 美治郎; 4 січня 1882, Накацу, Японська імперія — 8 січня 1949, Токіо, Японія) — японський державний і військовий діяч, генерал Імперської армії Японії, генерал-губернатор Квантунської області та командир Квантунської армії, воєнний злочинець. 1944 року змінив Хідекі Тодзьо на посаді начальника Генерального штабу армії. По завершенню Другої світової війни був засуджений Токійським трибуналом до довічного ув'язнення.

## Ранні роки
Йосідзіро Умедзу народився 4 січня 1882 року в місті Накацу (префектура Оїта, що на півночі острова Косю). Його батьки були власниками книгарні. Юний Йосідзіро пішов до середньої школи в Кумамото. Саме тут він вирішив пов'язати своє подальше життя з армією. Задля цього Умедзу вступив до Військової академії армії Японії, яку завершив 30 листопада 1903 року та отримав звання молодшого лейтенанта. 

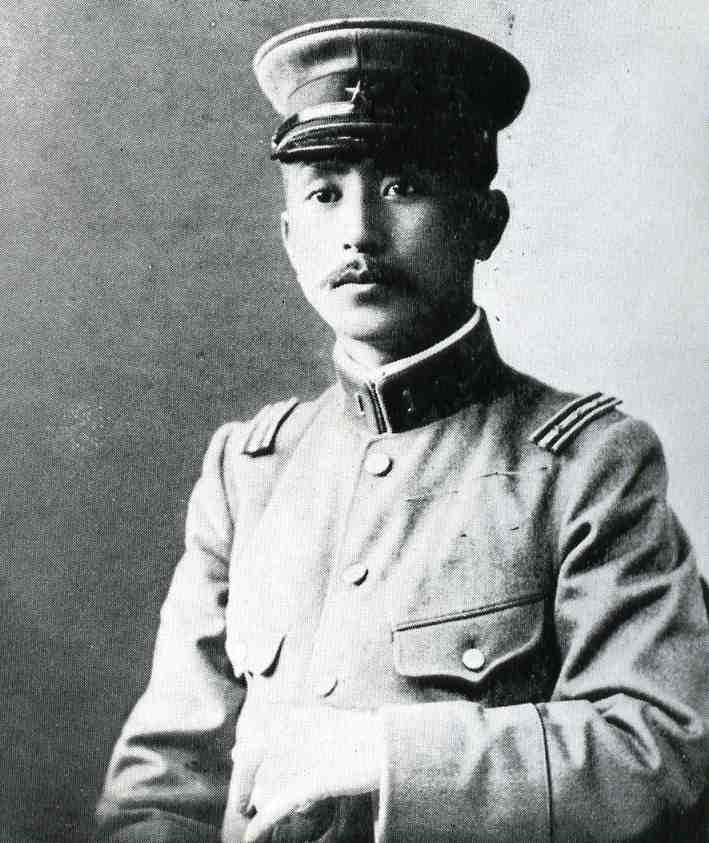
Йосідзіро Умедзу у званні капітана

30 червня 1905 року він був підвищений до лейтенанта й вступив до Вищої військової академії армії Японії, у якій навчався до 1911 року. 25 березня 1912 року Умедзу став капітаном і відправився до Європи, де продовжив навчання. Перебуваючи у Данії, обіймав посаду військового аташе при японському посольстві, будучи німим спостерігачем Першої світової війни. 1 червня 1918 року отримав звання майора. З 1919 року до 1921 року працював військовим аташе в посольстві у Швейцарії, після чого повернувся додому.

## Продовження кар'єри
8 лютого 1922 Умедзу був підвищений до підполковника, а 15 грудня 1925 року — до полковника. 
1923 року Йосідзіро обійняв посаду інспектора у Вищій військовій академії армії Японії, а за рік очолив 3-й піхотний полк. 
У серпні 1930 року Умедзу отримав звання генерал-майора й очолив 1-у піхотну бригаду. У серпні 1933 року був переведений до Генерального штабу армії Японії, проте вже у листопаді знову відправився до Швейцарії, де вкотре став військовим аташе. У березня 1934 року він повернувся до Японії та очолив гарнізони в Китаї, вже у листопаді відбив масштабний наступ ворога, який намагався захопити провінцію Рехе. 
У червні 1935 року Умедзу підписав угоду з Китаєм, яка була покликана припинити інтенсивні бойові дії між сторонами. Завдяки цьому Японії отримала контроль над десятьма округами провінції Хебей. Вже у серпні став генерал-лейтенантом і тоді ж очолив 2-у дивізію, яка розташовувалася в Сендаї. На чолі цієї частини протистояв спробам державного перевороту, що дало поштовх подальшій кар'єрі Умедзу. У березні 1936 року обійняв посаду заступника міністра армії, перебуваючи на якій організував масові звільнення офіцерів-радикалів із армії. 

## Війна у Тихому океані
У травні 1938 року Умедзу очолив 1-у армії в Китаї. 7 вересня 1939 року був призначений генерал-губернатором Квантунської області й командувачем Квантунської армії. Перебуваючи на цій посаді, здійснював масові каральні акції та організовував геноцид корейського населення. 1 серпня 1940 року отримав звання генерала. 

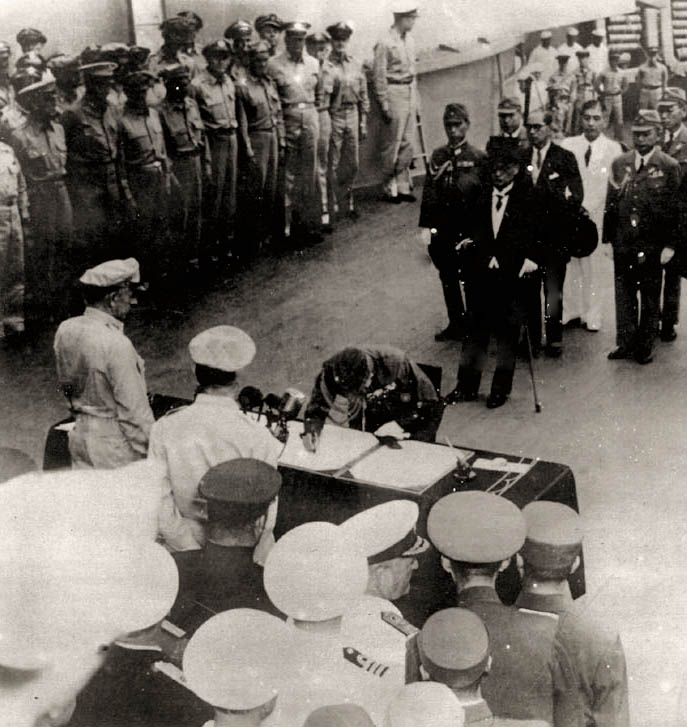
Йосідзіро Умедзу підписує Акт про капітуляцію Японії

У липні 1944 року став начальником Генерального штабу армії Японії замість Хідекі Тодзьо, якого було остаточно відправлено у відставку. Надалі здійснював командування японськими військами до самого завершення Другої світової війни. У серпні 1945 року виступив проти ідеї щодо капітуляції Японії. Він вважав, що, якщо продовжити опір і завдати союзникам під час їх спроб висадитися на Японських островах дуже великих втрат, то вдасться домовитися про підписання мирного договору на вигідних для імперії умовах. Проте ця ініціатива, хоч і була підтримана міністром армії та представниками Генерального штабу Імперського флоту Японії, залишилася без задоволення з боку імператора. 
2 вересня 1945 року Умедзу за наказом імператора Хірохіто особисто підписав Акт про капітуляції Японії від імені Імперської армії. 30 листопада його офіційно відправили у запас. 

## Після війни

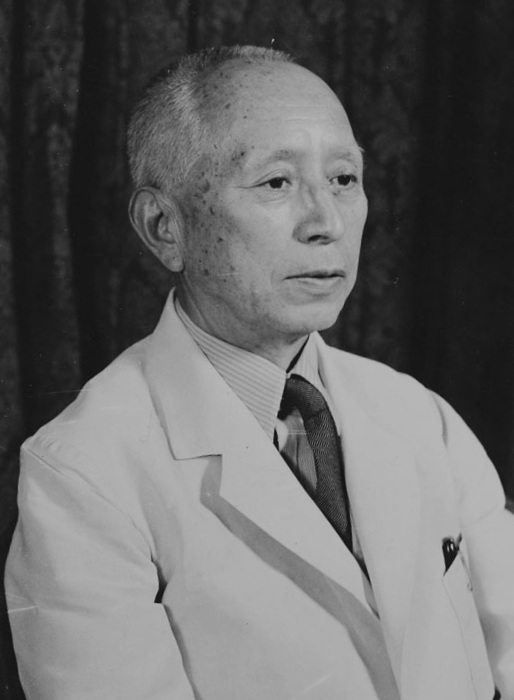
Йосідзіро Умедзу під час Токійського трибуналу

Після завершення Другої світової війни Умедзу був заарештований американцями та звинувачений у воєнних злочинах, за що й опинився на лаві для підсудних під час Токійського процесу. Його було визнано винним за пунктами 1, 27, 29, 31 і 32 (за розв'язання та ведення агресивної війни, жорстоке поводження з військовополоненими тощо). Вирок був оголошений 12 листопада 1948 року і ним стало довічне ув'язнення.
Генерал перебував у в'язниці до 1949 року, допоки не помер 8 січня від раку прямої кишки. За день до смерті він прийняв католицтво, хоча до цього дотримувався поглядів синтоїзму. Після смерті Йосідзіро Умедзу його донька стала черницею. 